# Lista de conflitos envolvendo a República Democrática do Congo
Esta é uma lista de guerras envolvendo a República Democrática do Congo.
| República do Congo (Léopoldville) (1960–1971) | República do Congo (Léopoldville) (1960–1971)                                      | República do Congo (Léopoldville) (1960–1971)       | República do Congo (Léopoldville) (1960–1971)                                                                            | República do Congo (Léopoldville) (1960–1971) | República do Congo (Léopoldville) (1960–1971) |
| Conflito                                      | Combatentes                                                                        | Combatentes                                         | Resultado | Primeiro-ministro                             |                                               |
| --------------------------------------------- | ---------------------------------------------------------------------------------- | --------------------------------------------------- | --- | --------------------------------------------- | --------------------------------------------- |
| Crise do Congo (1960–1966)                    | Congo-Léopoldville · ONUC - Irlanda - Suécia - Noruega - Índia - Nigéria - Etiópia | Katanga · Kasai do Sul · Bélgica Congo-Stanleyville | Vitória congolesa ocidental (Fase 1) - Catanga e Cassai do Sul reincorporados ao governo do Congo, Stanleyville exilado. | Patrice Lumumba                               |                                               |
| Crise do Congo (1960–1966)                    | Congo-Léopoldville · Bélgica                                                       | Maoistas Simba · Cuba                               | Vitória do governo (Fase 2) - Derrota da Rebelião Simba.                                                                 | Moise Tshombe                                 |                                               |

| Zaire (1971–1997)                        | Zaire (1971–1997)           | Zaire (1971–1997)                 | Zaire (1971–1997) | Zaire (1971–1997) |
| Conflito                                 | Combatentes                 | Combatentes                       | Resultado | Presidente        |
| ---------------------------------------- | --------------------------- | --------------------------------- | --- | ----------------- |
| Guerra Civil Angolana (1975–1979)        | FNLA · UNITA · FLEC · Zaire | MPLA · Cuba                       | Pacto de não agressão - Retirada zairense de Angola; final do apoio mútuo aos grupos rebeldes de outras nações.                                           | Mobutu Sese Seko  |
| Primeira Guerra de Shaba (1977)          | Zaire · Marrocos · Egito    | FNLC                              | Vitória - FNCL expulso de Katanga. | Mobutu Sese Seko  |
| Segunda Guerra de Shaba (1978)           | Zaire · France · Bélgica    | FNLC                              | Vitória - Pacto de não agressão de 1979 | Mobutu Sese Seko  |
| Conflito entre Chade e Líbia (1983–1987) | Chade · França · Zaire      | Líbia GUNT                        | Vitória - Legião Islâmica empurrada para fora do Chade.                                                                                                   | Mobutu Sese Seko  |
| Guerra Civil de Ruanda (1990–1991)       | Ruanda · França · Zaire     | FPR                               | Retirada (1991) - FPR toma o poder em Ruanda em 1994. | Mobutu Sese Seko  |
| Primeira Guerra do Congo (1996–1997)     | Zaire · ALiR · UNITA        | AFDL Uganda Ruanda Burundi Angola | Mudança de regime - Derrubada de Mobutu Sese Seko. - Zaire é reorganizado na República Democrática do Congo. - Laurent-Désiré Kabila torna-se Presidente. | Mobutu Sese Seko  |

| República Democrática do Congo (a partir de 1997) | República Democrática do Congo (a partir de 1997) | República Democrática do Congo (a partir de 1997)                  | República Democrática do Congo (a partir de 1997) | República Democrática do Congo (a partir de 1997) |
| Conflito                                          | Combatentes | Combatentes                                                        | Resultado | Presidente                                        |
| ------------------------------------------------- | --- | ------------------------------------------------------------------ | --- | ------------------------------------------------- |
| Guerra Civil do Congo-Brazzaville (1997–1999)     | Governo Lissouba República Democrática do Congo | Governo Nguesso Angola Chade                                       | Derrota - Retorno ao poder de Denis Sassou Nguesso. | Laurent-Désiré Kabila                             |
| Segunda Guerra do Congo (1998–2003)               | República Democrática do Congo · Angola · Chade · Namíbia · Zimbabwe FDLR · RDR · ALiR · Interahamwe · Mai-Mai LRA · UNRF II · ADF · FNI FROLINA · CNDD-FDD | RCD RCD-Goma Baniamulenges MLC FFR UPC Uganda Ruanda Burundi UNITA | Nenhum vencedor claro - Criação de um governo unificado, multipartidário. - Acordo de Pretória; retirada ruandesa do Congo em troca do compromisso para o desarmamento das milícias hutus. - Implantação da MONUC. - Continuação do conflito de Ituri até 2007. - Início do conflito de Kivu. | Laurent-Désiré Kabila                             |
| Conflito de Kivu (2004–2009)                      | República Democrática do Congo · Mai-Mai · Zimbabwe · Angola                                                                                                | CNDP                                                               | Tratado de paz, compromissos mútuos - CNDP integrado nas forças armadas. - Inicio da rebelião do M23 em 2012. | Joseph Kabila                                     |
| Insurgência em Uganda (2005–)                     | Uganda · Sudão do Sul · República Democrática do Congo · República Centro-Africana                                                                          | Exército de Resistência do Senhor                                  | em curso - Exército de Resistência do Senhor continua a cometer ataques no leste da República Democrática do Congo. | Joseph Kabila                                     |
| Conflito em Dongo (2009)                          | República Democrática do Congo · Ruanda | RPD                                                                | Vitoria - Forças ruandesas-congolesas recapturam Dongo. | Joseph Kabila                                     |
| Rebelião do M23 (2012–2013)                       | República Democrática do Congo · África do Sul · Tanzânia · Malawi                                                                                          | M23                                                                | Vitória - Rebeldes do M23 desarmados e desmobilizados depois de serem empurrados para perto de Ruanda. | Joseph Kabila                                     |
| Conflito na República Centro-Africana (2013–)     | República Centro-Africana · França · República Democrática do Congo · República do Congo · Chade · Burundi                                                  | Séléka Anti-balaka                                                 | em curso - Presidente Michel Djotodia renuncia e é substituído por Catherine Samba-Panza - Intervenção francesa no final de 2013 | Joseph Kabila                                     |